# National Board of Review
The National Board of Review of Motion Pictures nebo jen National Board of Review (zkratka NBR), česky Národní rada amerických filmových kritiků nebo jen Národní filmová rada, je americká nevládní nezisková organizace z oblasti kinematografie. Byla založena v New Yorku v roce 1909. Věnuje se podpoře filmového vzdělávání a každoročně udílí ocenění za filmovou tvorbu, NBR Awards.
Vydávala svůj časopis, od roku 1950 přejmenovaný na Films in Review, a to až do poloviny 90. let, kdy vydávání z finančních důvodů ukončila.